# Colonia neerlandesa del Cabo
La Colonia del Cabo (en neerlandés Kaapkolonie) era una colonia de la Compañía Neerlandesa de las Indias Orientales en el sur de África, centrada en el Cabo de Buena Esperanza, de donde derivó su nombre. La colonia original y sus sucesivos estados en los que se incorporó la colonia ocuparon gran parte de la Sudáfrica moderna. Entre 1652 y 1691 fue un Mandamiento, y entre 1691 y 1795 una Gobernación de la Compañía Neerlandesa de las Indias Orientales. Jan van Riebeeck estableció la colonia como un puerto de reabastecimiento y escala para los barcos de la Compañía Neerlandesa de las Indias Orientales que comerciaban con Asia.  El Cabo estuvo bajo dominio neerlandés de 1652 a 1795 y de nuevo de 1803 a 1806. Para consternación de los accionistas de la Compañía Neerlandesa de las Indias Orientales, que se centraron principalmente en obtener beneficios del comercio asiático, la colonia se expandió rápidamente hasta convertirse en una colonia de colonos en los años posteriores a su fundación.
Al ser el único asentamiento permanente de la Compañía Neerlandesa de las Indias Orientales que no servía como puesto de comercio, resultó ser un lugar de retiro ideal para los empleados de la empresa. Después de varios años de servicio en la empresa, un empleado podía arrendar un terreno en la colonia como een Vryburgher, un ciudadano libre, en el que tenía que cultivar las cosechas que tenía que vender a la Compañía Neerlandesa de las Indias Orientales por un precio fijo. Como estas granjas eran intensivas en mano de obra, los Vryburghers importaban esclavos de Madagascar, Mozambique y Asia, lo que aumentaba rápidamente el número de habitantes. Después de que el rey Luis XIV de Francia revocara el Edicto de Nantes en octubre de 1685, que había protegido el derecho de los hugonotes en Francia a practicar el culto protestante sin ser perseguidos por el Estado, la colonia atrajo a muchos colonos hugonotes, que finalmente se mezclaron con la población general de los Vryburghers.
Debido al gobierno autoritario de la Compañía (que decía a los agricultores qué cultivar y a qué precio, controlaba la inmigración y monopolizaba el comercio), algunos agricultores trataron de escapar del gobierno de la Compañía trasladándose más al interior. La Compañía, en un esfuerzo por controlar a estos migrantes, estableció una magistratura en Swellendam en 1745 y otra en Graaff Reinet en 1786, y declaró al río Gamtoos como la frontera oriental de la colonia, sólo para ver al Trekboere cruzarlo poco después. Para evitar la colisión con los pueblos bantúes que avanzaban hacia el sur, el norte y el oeste desde el este de África central, los neerlandeses acordaron en 1780 hacer del Gran Río de los Peces la frontera de la colonia.
En 1795, después de la batalla de Muizenberg en la actual Ciudad del Cabo, los británicos ocuparon la colonia. Bajo los términos de la Paz de Amiens de 1802, los británicos devolvieron la colonia a los neerlandeses el 1 de marzo de 1803, pero como la República de Batavia había nacionalizado la Compañía Neerlandesa de las Indias Orientales (1796), la colonia quedó bajo el dominio directo de La Haya. Sin embargo, el renovado control neerlandés no duró mucho tiempo, ya que el estallido de las Guerras Napoleónicas (18 de mayo de 1803) invalidó la Paz de Amiens. En enero de 1806, los británicos ocuparon la colonia por segunda vez después de la batalla de Blaauwberg en la actual Bloubergstrand. El Tratado anglo-neerlandés de 1814 confirmó la transferencia de la soberanía a Gran Bretaña. Sin embargo, la mayoría de los colonos neerlandeses permanecieron en la colonia bajo el nuevo liderazgo de los británicos.

## Historia

### Compañía Neerlandesa de las Indias Orientales

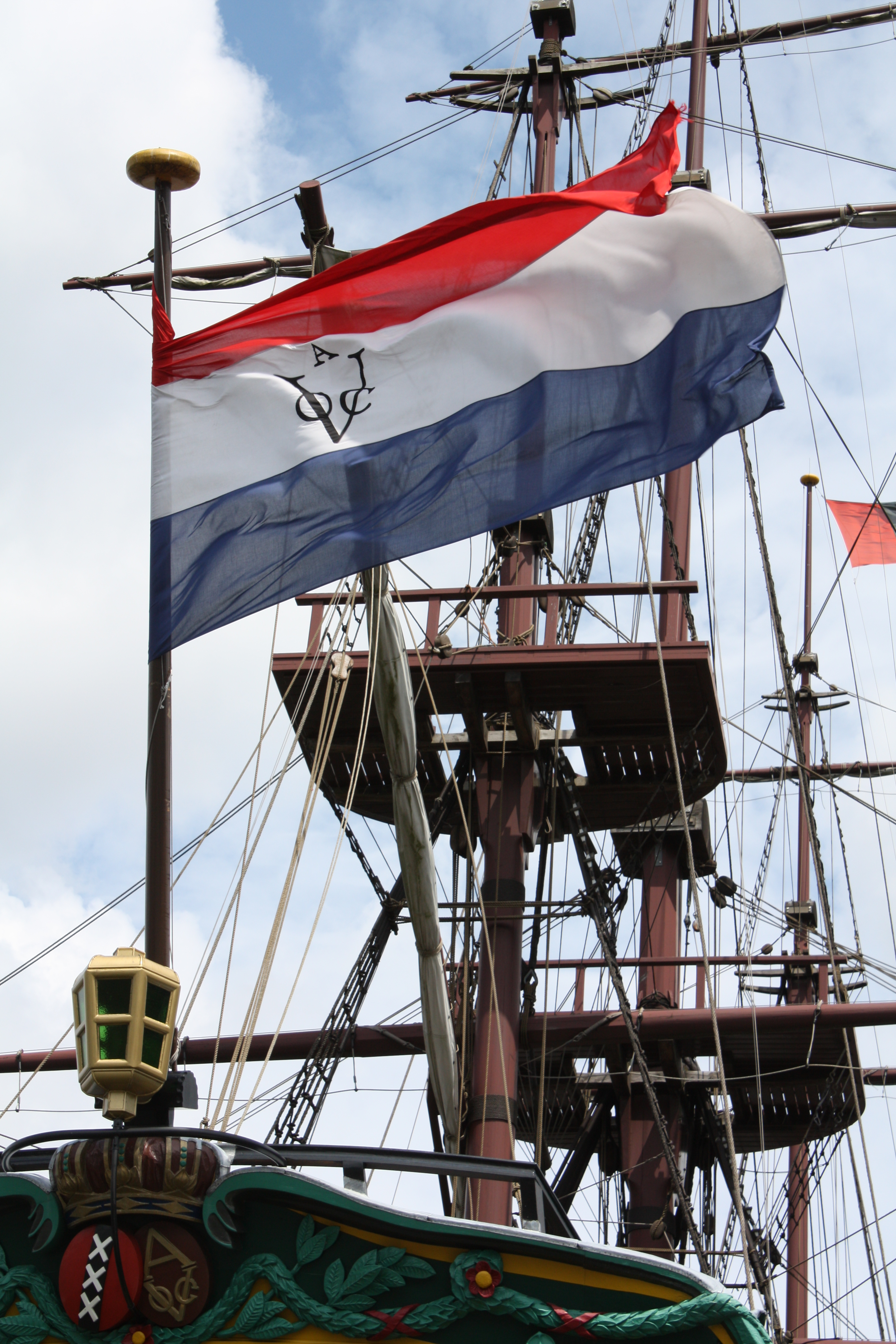
Réplica de un East Indiaman de la Compañía Neerlandesa de las Indias Orientales/Compañía de las Indias Orientales (VOC)

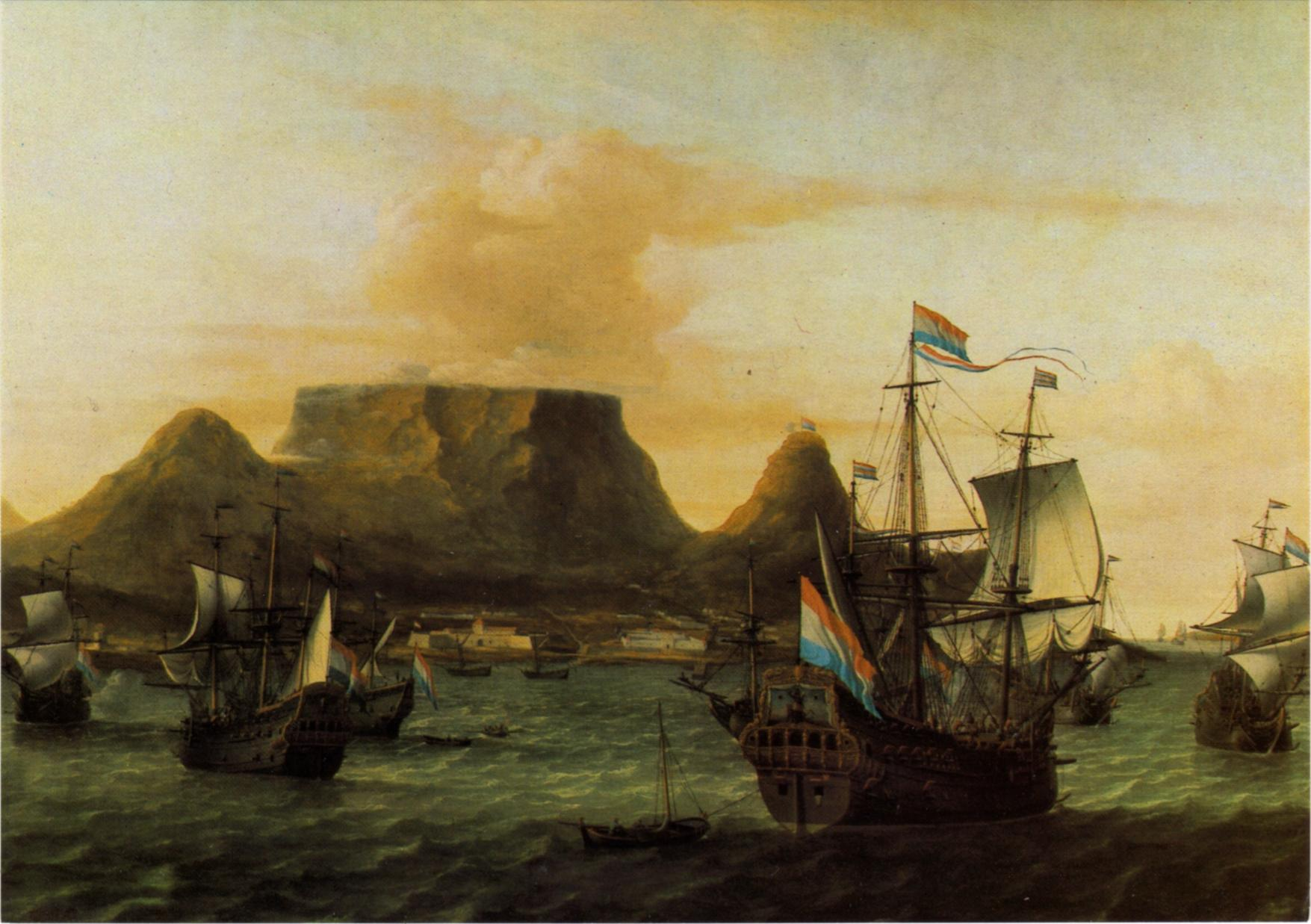
Vista de Table Bay con barcos de la Compañía Neerlandesa de las Indias Orientales (VOC), c. 1683

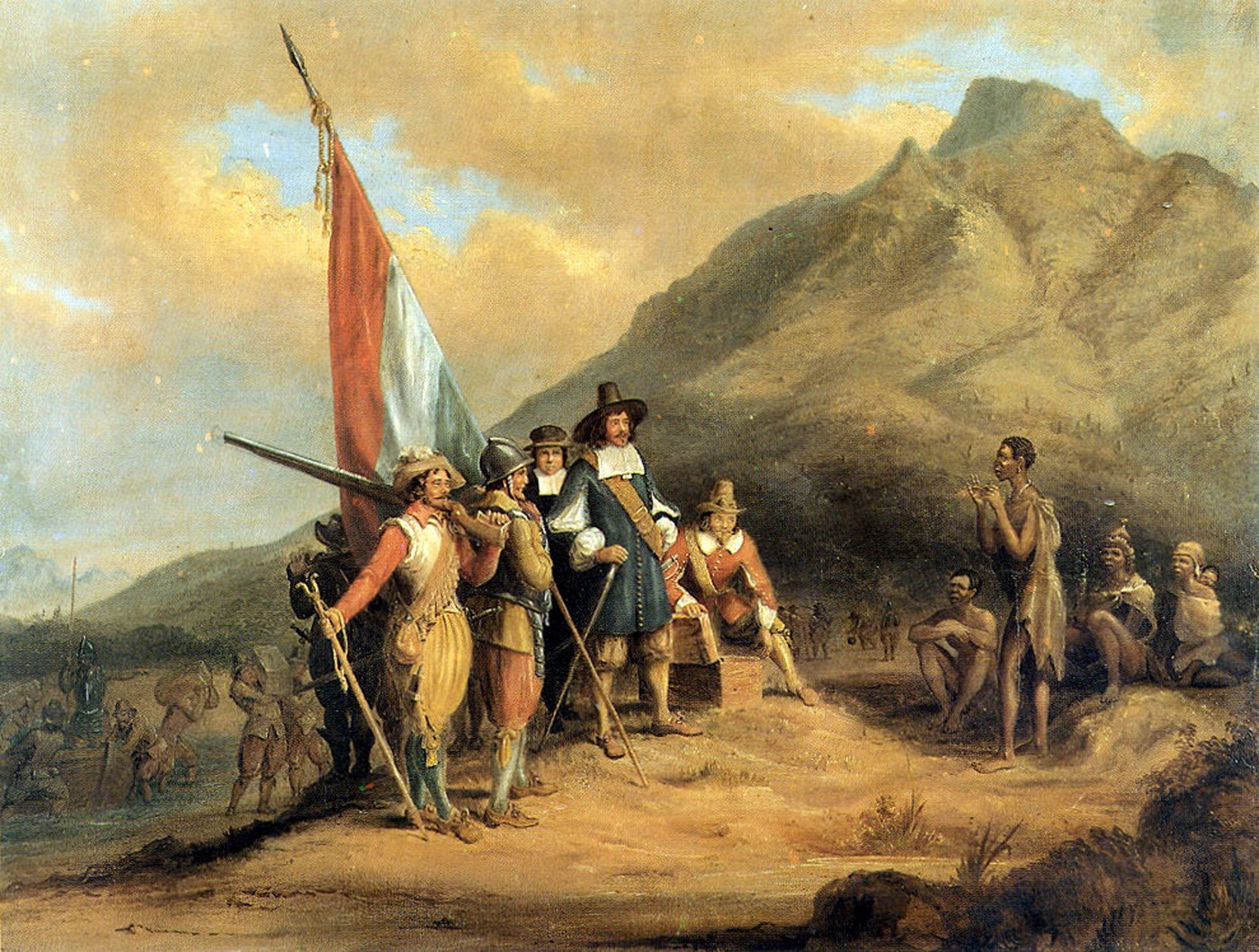
Pintura de un relato de la llegada de Jan van Riebeeck, por Charles Bell

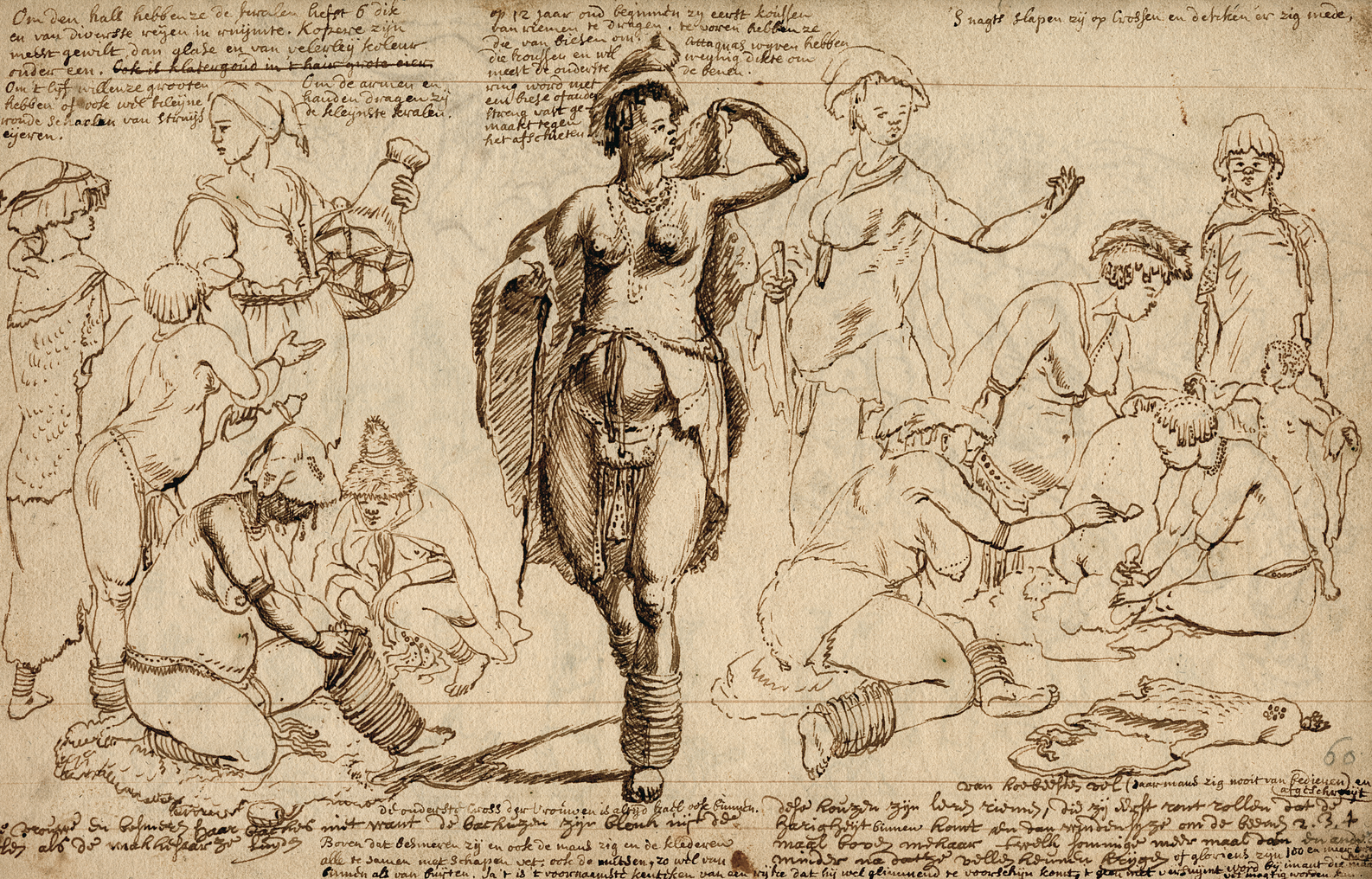
Dibujo de un grupo de mujeres Khoi, realizado por un artista neerlandés a principios de 1700.

Los comerciantes de la Compañía Neerlandesa de las Indias Orientales (VOC), bajo el mando de Jan van Riebeeck, fueron los primeros en establecer una colonia europea en Sudáfrica. El asentamiento del Cabo fue construido por ellos en 1652 como punto de reabastecimiento y estación de paso para los buques de la Compañía Neerlandesa de las Indias Orientales en su viaje de ida y vuelta entre los Países Bajos y Batavia. (Yakarta) en las Indias Orientales Neerlandesas. La estación de apoyo se convirtió gradualmente en una comunidad de colonos, los antepasados de los  Bóeres, un grupo étnico de Sudáfrica también conocido como los Afrikaners.

### Khoisan del Cabo
En la época del primer asentamiento europeo en el Cabo, el suroeste de África estaba habitado por gente San y Khoikhoi que eran pastores con una población estimada entre 13 000 y 15 000. Los Khoisan Los nómadas estaban descontentos por la interrupción de su visita estacional a la zona, para lo cual apacentaban su ganado al pie del monte Mesa, solo para encontrar a los colonos europeos que ocupaban y cultivaban la tierra, lo que condujo a la 1ª Guerra Khoi-Neerlandesa como parte de una serie de Guerras Khoikhoi-Neerlandesas. Después de la guerra, los nativos cedieron la tierra a los colonos en 1660. Durante una visita en 1672, el alto comisionado Arnout van Overbeke hizo una compra formal del territorio del Cabo, aunque ya había sido cedido en 1660, su razón era "prevenir futuras disputas".
La capacidad de los colonos europeos para producir alimentos en el Cabo inició el declive del estilo de vida nómada de los khoisan, ya que los alimentos se producían en un lugar fijo. Así, en 1672 los residentes khoisan permanentes que vivían en el Cabo habían crecido sustancialmente. La primera escuela que construyeron los colonos en Sudáfrica fue para los esclavos que habían sido rescatados de la esclavitud portuguesa y que llegaron al Cabo con el "Amersfoort" en 1658. Más tarde, a la escuela asistieron también los hijos de los Khoisan y los Free Burghers. La lengua neerlandesa se enseñaba en las escuelas como el principal medio para fines comerciales, con el resultado de que los khoisan e incluso los colonos franceses se encontraron hablando neerlandés más que sus lenguas nativas. Los principios del cristianismo también se introdujeron en la escuela, lo que dio lugar a los bautismos de muchos esclavos y residentes khoisan.
Los conflictos con los colonos y los efectos de la viruela diezmaron su número en 1713 y 1755, hasta que gradualmente la desintegración de su sociedad tribal les llevó a trabajar para los colonos, sobre todo como pastores y ganaderos.

### Burgueses Libres
El COV favorecía la idea de "hombres libres" en el Cabo y muchos colonos solicitaron ser descargados para convertirse en "burgueses libres", por lo que Jan van Riebeeck aprobó la noción en condiciones favorables y destinó dos áreas cerca del río Liesbeek para fines agrícolas en 1657. Las dos áreas que se asignaron a los hombres libres, con fines agrícolas, se denominaron "Groeneveld" y "Dutch Garden". Estas áreas estaban separadas por el río Amstel (río Liesbeek). Nueve de los mejores solicitantes fueron seleccionados para utilizar la tierra con fines agrícolas. Los hombres libres o burgueses libres, como se les denominó posteriormente, se convirtieron así en súbditos, y ya no en sirvientes, de la Compañía.

### Trekboere
Después de que los primeros colonos se extendieran por la estación de la Compañía, los ganaderos nómadas europeos, o Trekboeren, se desplazaron más ampliamente, dejando las tierras agrícolas más ricas, pero limitadas, de la costa para la meseta interior más seca. Allí se enfrentaron a grupos aún más amplios de pastores de ganado Khoikhoi por las mejores tierras de pastoreo. En 1700, el estilo de vida tradicional Khoikhoi de pastoreo había desaparecido.
Por lo tanto, la sociedad del Cabo en este período era muy diversa. La aparición del afrikáans, una nueva lengua vernácula de los colonos que, sin embargo, es inteligible con el neerlandés, demuestra que los propios inmigrantes de la Compañía Neerlandesa de las Indias Orientales también fueron objeto de procesos de aculturación. En la época de la dominación británica, después de 1795, se sentaron firmemente las bases sociopolíticas.

### La conquista británica

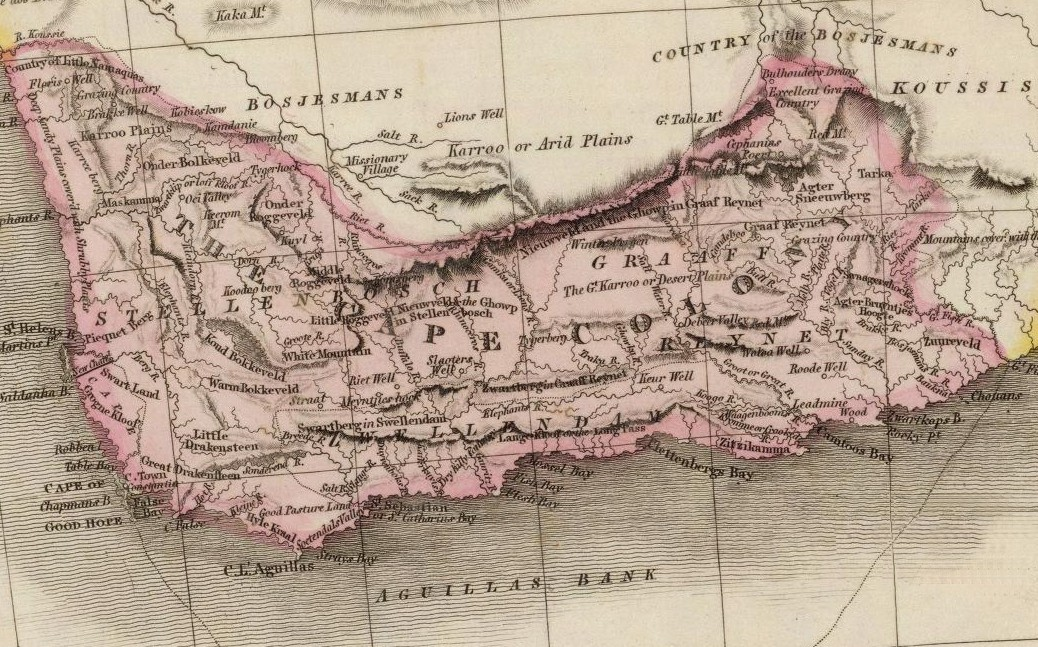
Mapa de la Colonia del Cabo en 1809.

En 1795, Francia ocupó la Siete Provincias de los Países Bajos, la madre patria de la Compañía Neerlandesa de las Indias Orientales. Esto impulsó a Gran Bretaña a ocupar el territorio en 1795 como una forma de controlar mejor los mares para detener cualquier posible intento francés de llegar a India. Los británicos enviaron una flota de nueve buques de guerra que anclaron en Simon's Town y, tras la derrota de la milicia neerlandesa en la Batalla de Muizenberg, tomaron el control del territorio. La Compañía Neerlandesa de las Indias Orientales transfirió sus territorios y reclamos a la República Bátava en el Estado neerlandés del período revolucionario, en 1798, y dejó de existir en 1799. La mejora de las relaciones entre Gran Bretaña y Francia Napoleónica, y su estado vasallo la República de Bátava, llevó a los británicos a entregar la Colonia del Cabo a la República Bátava en 1803 bajo los términos del  Tratado de Amiens.
En 1806, el Cabo, ahora nominalmente controlado por la República Bátava, fue ocupado de nuevo por los británicos después de su victoria en la Batalla de Blaauwberg. La paz temporal entre Gran Bretaña y la Francia napoleónica se había desmoronado en hostilidades abiertas, mientras que Napoleón había estado fortaleciendo su influencia en la República Bátava (que posteriormente aboliría ese mismo año). Los británicos, que establecieron una colonia el 8 de enero de 1806, esperaban mantener a Napoleón fuera del Cabo, y controlar las rutas comerciales del Lejano Oriente. En 1814 el gobierno neerlandés cedió formalmente la soberanía sobre el Cabo a los británicos, bajo los términos del Convención de Londres.

## Divisiones administrativas

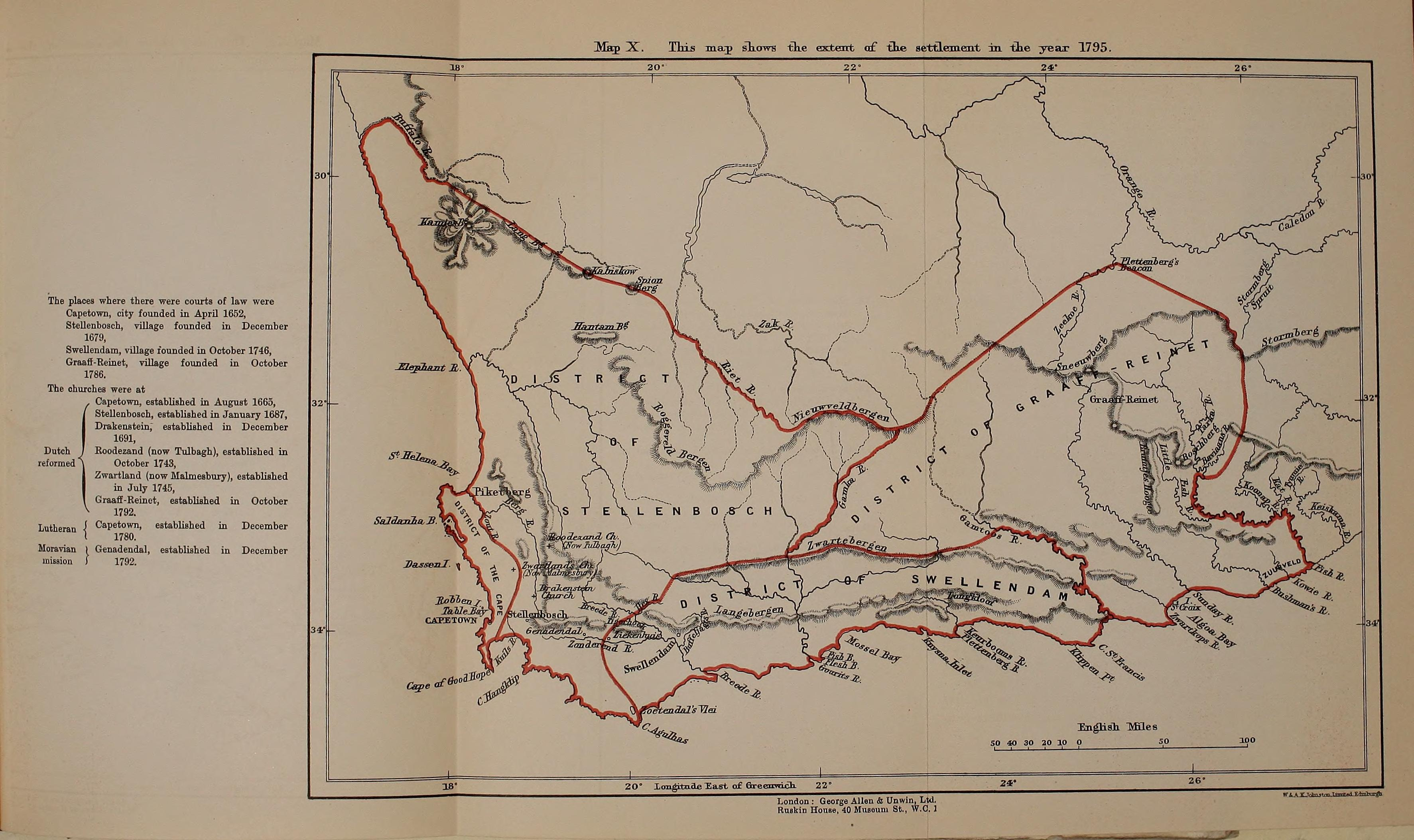
Divisiones administrativas de la Colonia del Cabo en la víspera de la ocupación británica de 1795

La Colonia Neerlandesa del Cabo se dividió en cuatro distritos:
| Distrito                               | población en 1797 |
| -------------------------------------- | ----------------- |
| Distrito of the Cape                   | 18 152            |
| Distrito de Stellenbosch y Drakenstein | 22 959            |
| Distrito de Zwellendam                 | 6663              |
| Distrito de Graaff Reynet              | 14 173            |

## Comandantes y gobernadores de la Colonia del Cabo (1652-1806)
El título del fundador de la Colonia del Cabo, Jan van Riebeeck, se instaló como "Comandante del Cabo", cargo que ocupó de 1652 a 1662. Durante el mandato de Simon van der Stel, la colonia fue elevada al rango de gobernación, por lo que fue promovido al cargo de "Gobernador del Cabo".

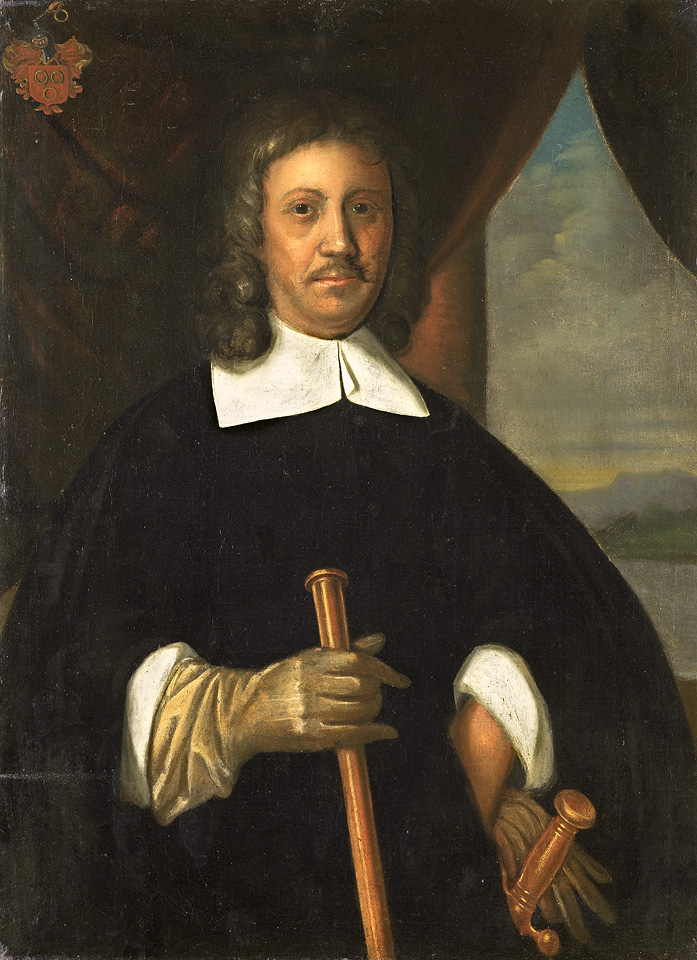
Jan van Riebeeck

| Nombre                   | Periodo                                        | Título                              |
| ------------------------ | ---------------------------------------------- | ----------------------------------- |
| Jan van Riebeeck         | 7 de abril de 1652 – 6 de mayo de 1662         | Comandante                          |
| Zacharias Wagenaer       | 6 de mayo de 1662 – 27 de septiembre de 1666   | Comandante                          |
| Cornelis van Quaelberg   | 27 de septiembre de 1666 – 18 de junio de 1668 | Comandante                          |
| Jacob Borghorst          | 18 de junio de 1668 – 25 de marzo de 1670      | Comandante                          |
| Pieter Hackius           | 25 de marzo de 1670 – 30 de noviembre de 1671  | Comandante y Gobernador             |
|                          | 1671 - 1672                                    | Gobernador en funciones             |
| Albert van Breugel       | abril 1672 – 2 de octubre de 1672              | Gobernador en funciones             |
| Isbrand Goske            | 2 de octubre de 1672 – 14 de marzo de 1676     | Gobernador                          |
| Johan Bax van Herenthals | 14 de marzo de 1676 – 29 de junio de 1678      | Comandante                          |
| Hendrik Crudop           | 29 de junio de 1678 – 12 de octubre de 1679    | Gobernador en funciones             |
| Simon van der Stel       | 10 de diciembre de 1679 – 1 de junio de 1691   | Comandante, después 1691 Gobernador |

| Nombre                                                      | Periodo                                                                                       | Título                  |
| ----------------------------------------------------------- | --------------------------------------------------------------------------------------------- | ----------------------- |
| Simon van der Stel                                          | 1 de junio de 1691 – 2 de noviembre de 1699                                                   | Gobernador              |
| Willem Adriaan van der Stel                                 | 2 de noviembre de 1699 – 3 de junio de 1707                                                   | Gobernador              |
| Johannes Cornelis d’Ableing                                 | 3 de junio de 1707 – 1 de febrero de 1708                                                     | Gobernador en funciones |
| Louis van Assenburg                                         | 1 de febrero de 1708 – 27 de diciembre de 1711                                                | Gobernador              |
| Willem Helot (acting)                                       | 27 de diciembre de 1711 – 28 de marzo de 1714                                                 | Gobernador en funciones |
| Maurits Pasques de Chavonnes                                | 28 de marzo de 1714 – 8 de septiembre de 1724                                                 | Gobernador              |
| Jan de la Fontaine                                          | 8 de septiembre de 1724 – 25 de febrero de 1727                                               | Gobernador en funciones |
| Pieter Gijsbert Noodt                                       | 25 de febrero de 1727 – 23 de abril de 1729                                                   | Gobernador              |
| Jan de la Fontaine                                          | 23 de abril de 1729 – 8 de marzo de 1737                                                      | Gobernador en funciones |
| Jan de la Fontaine                                          | 8 de marzo de 1737 – 31 de agosto de 1737                                                     | Gobernador              |
| Adriaan van Kervel                                          | 31 de agosto de 1737 – 19 de septiembre de 1737 (fallecido después de tres meses en el cargo) | Gobernador              |
| Daniël van den Henghel                                      | 19 de septiembre de 1737 – 14 de abril de 1739                                                | Gobernador en funciones |
| Hendrik Swellengrebel                                       | 14 de abril de 1739 – 27 de febrero de 1751                                                   | Gobernador              |
| Ryk Tulbagh                                                 | 27 de febrero de 1751 – 11 de agosto de 1771                                                  | Gobernador              |
| Barón Joachim van Plettenberg                               | 12 de agosto de 1771 – 18 de mayo de 1774                                                     | Gobernador en funciones |
| Barón Pieter van Reede van Oudtshoorn                       | 1772 – 23 de enero de 1773 (murió en el mar en su camino al Cabo)                             | Gobernador              |
| Barón Joachim van Plettenberg                               | 18 de mayo de 1774 – 14 de febrero de 1785                                                    | Gobernador              |
| Cornelis Jacob van de Graaff                                | 14 de febrero de 1785 – 24 de junio de 1791                                                   | Gobernador              |
| Johannes Izaac Rhenius (Isaac Reinus )                      | 24 de junio de 1791 – 3 de julio de 1792                                                      | Gobernador en funciones |
| Sebastiaan Cornelis Nederburgh and Simon Hendrik Frijkenius | 3 de julio de 1792 – 2 de septiembre de 1793                                                  | Comisionado-General     |
| Abraham Josias Sluysken                                     | 2 de septiembre de 1793 – 16 de septiembre de 1795                                            | Comisionado-General     |

| Nombre                          | Periodo   | Título     |
| ------------------------------- | --------- | ---------- |
| Jacob Abraham Uitenhage de Mist | 1803–1804 | Gobernador |
| Jan Willem Janssens             | 1804–1807 | Gobernador |